# Tenki Dalma
Georgita-Tenki Dalma (Debrecen, 1991. február 19. –) magyar színésznő.

## Életútja
A Kaposvári Egyetem Művészeti Karán 2016-ban végzett színművész szakon. 2016–2019 között a Miskolci Nemzeti Színház társulatának tagja volt. 
2019-től szabadúszó. 
2022-ben gyógypedagógia alapszakra felvételizett, logopédiára szakosodva. 2022. óta a színházi munka mellett, egy gyógypedagógiai általános iskolában dolgozik mint gyógypedagógus.

### Magánélete
Férje Georgita Máté Dezső színművész. 
Nővére Tenki Réka színésznő.

## Fontosabb szerepei

### Film
- Lopott család (2014)[10]
- A rossz árnyék (2017)[11]
- Doktor Balaton (2020–2022)
- Frici & Aranka  (2022) ...Judik Etel / Boga

- Egykutya (Vica) 2025

### Színház
- Casilda – Ruy Blas (2018)[12]
- Györgyike – Györgyike drága gyermek (2018)[13]
- Unokahúg – La Mancha lovagja (2017)[14]
- Lisa – Marica grófnő (2017)[15]
- A kaukázusi krétakör (2017)[16]
- Vica – Egykutya (2020)
- Poirot az Orfeumban (2022)
- A hisztis királykisasszony (2022)

- Lili- Lököttek  (2019)

- Irén- Hogyan irjunk happy endet (2021)

## Díjai, elismerései
- Pethes–Agárdi-díj (2020)[9]

## Videók
- https://vimeo.com/277146266%5B%5D
- https://www.youtube.com/watch?v=KND2uqUJZSo
- https://www.youtube.com/watch?v=mr6xy5uuBUc
- https://www.youtube.com/watch?v=jHSv9sDxLCE